# Terran

Un soldat Terran

Terran este una din cele trei rase combatante din universul StarCraft. Aceasta este o rasă umană din secolul al XXVI-lea care a colonizat o parte îndepărtată a galaxiei Calea Lactee cunoscută sub numele de Sectorul Koprulu.

## StarCraft I

### Structuri[1]
- Academy
- Armory
- Barracks
- Bunker
- Command Center
- Supply Depot
- Engineering Bay
- Factory
- Refinery
- Science Facility
- Starport
- Missile Turret

### Unități[2]
- Battlecruiser
- Dropship
- Firebat
- Ghost
- Goliath
- Marine
- Medic
- Science Vessel
- SCV
- Siege Tanks
- Valkyrie
- Vulture
- Wraith